# Megachurch

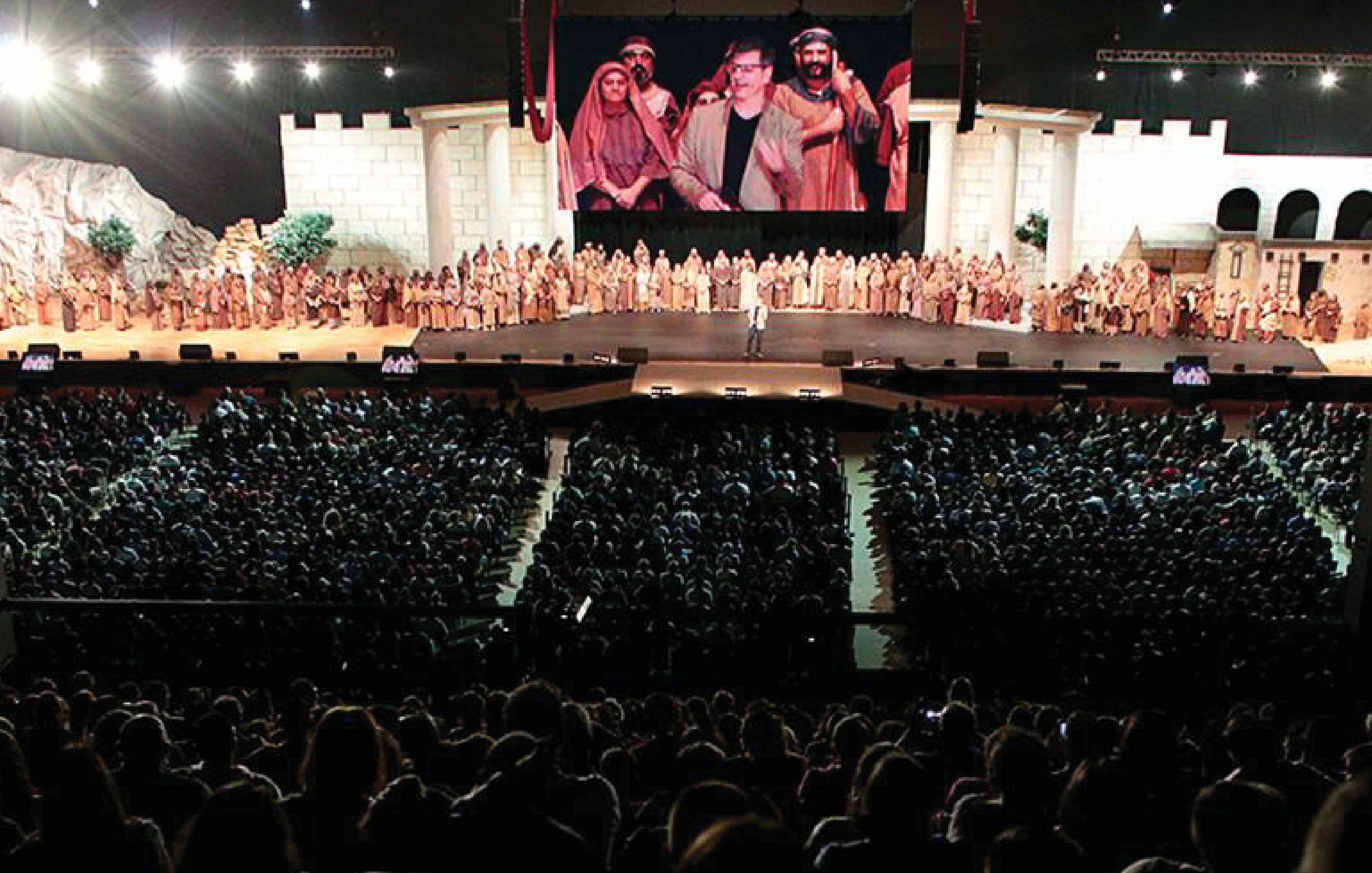
Spectacle sur la vie de Jésus à l’Église de la cité à São José dos Campos, affiliée à la Convention baptiste brésilienne, 2017.

Une megachurch (parfois francisée mégachurch), mégaéglise ou méga-église, est une église protestante, généralement chrétienne évangélique, comptant plus de 2 000 personnes dans son assemblée,.

## Caractéristiques
Ce sont des églises chrétiennes, de courant protestant, généralement évangélique, avec une assistance hebdomadaire de plus de deux mille personnes,,. Si certaines églises catholiques dépassent 2 000 personnes à la messe du dimanche, elles ne sont généralement pas considérées comme des megachurches en raison du caractère protestant de la définition,.
Elles offrent généralement d'autre services en parallèle des services, comme des garderies, des cafétérias, des gymnases et des librairies .
La majorité de ces églises construisent leur bâtiment en banlieue des grandes villes, près des routes majeures et des autoroutes, afin d’être visible par le plus grand nombre et facilement accessible en voiture,. Certaines y installent une grande croix dans une optique d’évangélisation et d’édification des croyants. 
Une étude du Hartford Institute for Religion Research publiée en 2020 a révélé que 70% des megachurches américaines avaient un réseau multisite et une moyenne de 7,6 services par fin de semaine.

## Développement urbain
Certaines megachurches ont développé des villes autonomes, principalement au Nigeria . Le Redemption Camp de la Redeemed Christian Church of God et Canaanland de la Living Faith Church Worldwide, sont situées en banlieue de Lagos. Elles ont des auditoriums d’église de dizaines de milliers de places, des maisons, des routes, des supermarchés, des banques, des universités et Redemption Camp possède même une centrale électrique.

## Histoire
L'histoire des megachurches remonte aux auditorium churches du début du XIXe siècle. La première megachurch évangélique, le Tabernacle métropolitain comptant un auditorium de 6 000 places, a été inauguré en 1861 à Londres au Royaume-Uni par le pasteur baptiste réformé Charles Spurgeon . Aux États-Unis, l'Angelus Temple a été inauguré en 1923 avec un auditorium de 5,300 places à Los Angeles par Aimee Semple McPherson .
Les megachurches ont été des pionnières dans la télévision en créant des programmes télévisés (télévangélisme), notamment Old Time Gospel Hour fondé par la Thomas Road Baptist Church de Lynchburg et Jerry Falwell en 1956 .  Elles ont peu à peu établi leur propre collège biblique, comme le Rhema Bible Training College par l'église Rhema Bible Church à Broken Arrow (Oklahoma) et son pasteur Kenneth E. Hagin en 1974, qui comptait des campus dans 14 pays en 2014. 

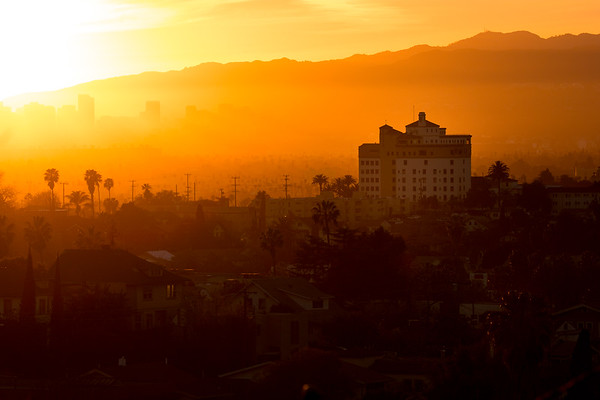
Siège de Dream Center à Los Angeles.

Elles se sont engagées dans divers autres domaines de la société, notamment le terrain de l'art avec le label Hillsong Music, fondé en 1991 par la Hillsong Church, à Sydney en Australie, et dont les chants ont été traduits dans diverses langues et ont eu une influence considérable dans les églises évangéliques au niveau mondial,, le terrain social (banque alimentaire et vêtements) avec le Dream Center fondé en 1994 par la Dream City Church de Phoenix (Arizona), qui a été établi dans d'autres villes et pays du monde, le terrain culturel, avec la société de production cinématographique Sherwood Pictures fondée en 2003 par Alex Kendrick et la Sherwood Baptist Church à Albany (Géorgie),,, l'éducation universitaire avec la Covenant University fondée en 2002 par la Living Faith Church Worldwide à Lagos, au Nigeria, le terrain humanitaire, avec le P.E.A.C.E. Plan établi en 2003 par Saddleback Church et Rick Warren à Lake Forest (Californie),,.

## Nombres

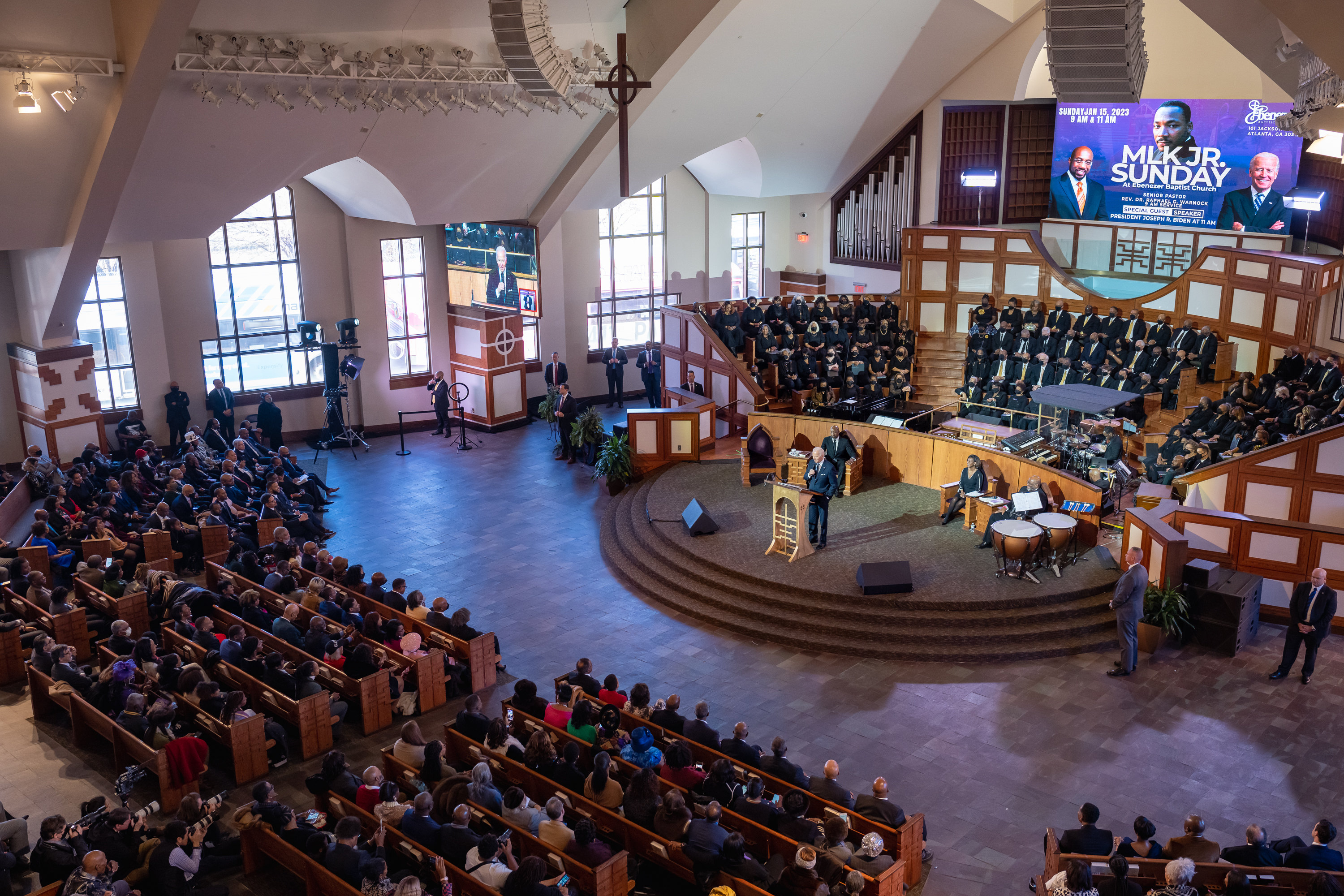
Service à l’Église baptiste Ebenezer à Atlanta, affiliée à la Convention baptiste nationale progressiste.

Exponential compte 270 mégaéglises évangéliques dans le monde (hors Canada et États-Unis) . L’Hartford Institute compte plus de 1 800 mégaéglises aux États-Unis et 35 au Canada.

### Gigachurch

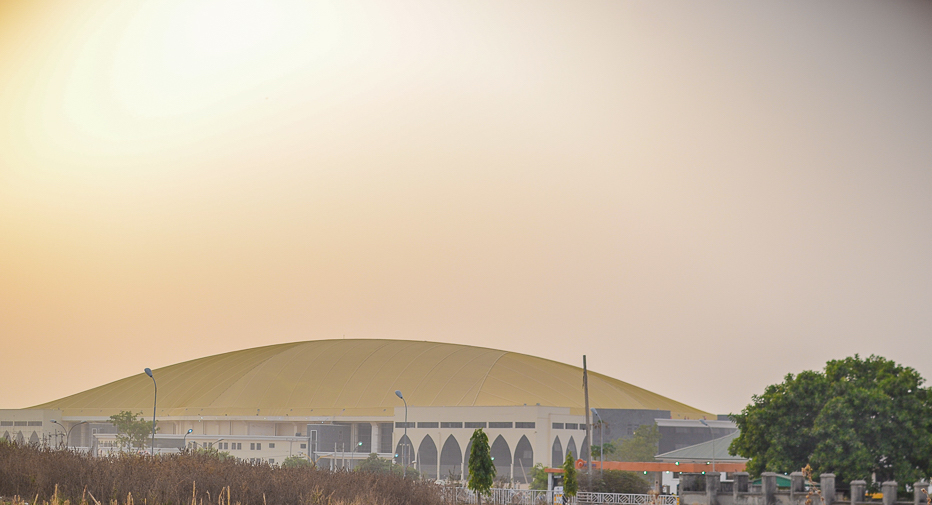
Glory Dome à Abuja, au Nigeria, affilié au Dunamis International Gospel Centre.

Dans certaines de ces mégaéglises, plus de 10 000 personnes se rassemblent en même temps. On parle alors de Gigachurch ,,. C'est le cas, par exemple, des églises Yoido Full Gospel Church à Seoul en Corée du Sud avec 12 200 places ou Faith Tabernacle à Lagos au Nigeria avec 50 000 places. En 2015, il y aurait une centaine de gigachurches aux États-Unis. Le plus grand auditorium d'église, Glory Dome, a été inauguré en 2018 avec 100 000 sièges, à Abuja, au Nigeria .

## Implication sociale
Selon le sociologue Sébastien Fath, les mégaéglises et les ONG  humanitaires chrétiennes évangéliques qu'elles soutiennent développent un entrepreneuriat humanitaire international dont les dirigeants politiques tiennent de plus en plus compte; elles seraient des acteurs géopolitiques incontournables sur le terrain humanitaire.

## Critiques
En 1992, le journaliste américain Robert McClory a comparé la mégaéglise Willow Creek Community Church à un McDonalds, en utilisant le terme «McChurch», en raison des nombreux services offerts et de la faible apparence nutritive du volet spirituel. Selon l’auteur américain Phil Cooke, contrairement aux reproches de superficialité théologique, des megachurches sont impliquées dans la production de matériels d'étude biblique. 
En 2005, le pasteur baptiste Al Sharpton a reproché aux megachurches de se concentrer sur la « morale de la chambre à coucher », soit des déclarations contre le mariage homosexuel et l’avortement, en ignorant les problèmes de justice sociale, comme l'immoralité de la guerre et l'érosion de la discrimination positive.
Le scénariste et producteur américain Al Jean a caricaturé ces églises en 2010, dans un épisode de la série Les Simpson, Sans foi ni toit en mettant en scène des changeurs d'argent dans une église avec des publicités sur les murs et des sièges luxueux. Dans cet épisode, l’église ressemble à un centre commercial et le pasteur y fait du placement de produit lors de ses sermons.
En 2011, le pasteur américain Tim Suttle a reproché aux megachurches la taille de leur assemblée qui ne permettrait pas une vie communautaire épanouie où chacun peut se soucier de l’autre. Toutefois, la vie communautaire dans les megachurches peut aussi se passer dans des petits groupes de 8 à 15 personnes auxquels l’adhésion est libre, où des liens de confiance et des réflexions plus approfondies sont favorisés. 
En 2013, l'auteur américain Glenn L. Starksles a reproché aux megachurches la promotion du vedettariat de leurs dirigeants .
En 2018, le professeur américain Scot McKnight du Northern Baptist Theological Seminary a reproché aux megachurches évangéliques la faible relation de redevabilité externe de leurs dirigeants en n’étant pas membre de confession chrétienne, les exposant davantage à des abus de pouvoir. Une étude du Hartford Institute for Religion Research publiée en 2020 a toutefois révélé que 60% des megachurches américaines étaient membre d’une confession chrétienne .